# Bitwa na Dogger Bank (1915)
Bitwa na Dogger Bank (bitwa na Ławicy Dogger) – bitwa morska stoczona 24 stycznia 1915 roku, podczas I wojny światowej, pomiędzy okrętami brytyjskiej Grand Fleet i niemieckiej Hochseeflotte, zakończona taktycznym zwycięstwem brytyjskim.
Planowany przez dowództwo marynarki niemieckiej rajd przeciwko siłom brytyjskim operującym na Morzu Północnym w rejonie Ławicy Dogger spotkał się ze zdecydowaną kontrakcją zespołu krążowników liniowych, dowodzonego przez wiceadmirała Davida Beatty’ego. Zmuszony do odwrotu niemiecki dowódca, kontradmirał Franz von Hipper, dzięki skutecznym manewrom zdołał ostatecznie oderwać się od przeważającego przeciwnika, tracąc w bitwie jeden ze swoich okrętów – krążownik pancerny SMS „Blücher” i ponosząc znaczne straty w ludziach.
Konsekwencją brytyjskiego zwycięstwa były zmiany na stanowiskach dowódczych w Hochseeflotte i przyjęcie strategii nastawionej na unikanie bezpośrednich starć z dużymi okrętami nawodnymi Royal Navy, przy jednoczesnej intensyfikacji działań niemieckich sił lekkich i U-Bootów.

## Przyczyny
Głównym efektem brytyjskiego zwycięstwa w bitwie koło Helgolandu 28 sierpnia 1914 roku było znaczne zmniejszenie aktywności głównych sił floty niemieckiej. Zgodnie z rozkazami cesarza Wilhelma II ograniczała się ona wyłącznie do ataków szybkich krążowników liniowych kontradmirała Hippera na wybrzeża Anglii, w nadziei wciągnięcia interweniujących jednostek Royal Navy wprost na oczekujące ich główne siły Hochseeflotte bądź okręty podwodne i pola minowe. Pierwszy taki rajd: na Yarmouth został przeprowadzony 3 listopada, drugi, na Scarborough, Hartlepool i Whitby 16 grudnia 1914 roku. Obydwa nie przyniosły oczekiwanych efektów, chociaż w grudniu ścigająca zespół niemiecki eskadra pancerników wiceadmirała George’a Warrendera znalazła się w pewnym momencie niemal w zasięgu wzroku sił głównych Hochseeflotte, a brytyjscy dowódcy stracili szansę na zniszczenie niemieckich krążowników liniowych przez własne błędy w komunikacji i interpretacji otrzymanych rozkazów.
Atak na nadbrzeża miasta brytyjskie (niektóre z nich nie były bronione) wywołał szok wśród ludności cywilnej i oburzenie, zarówno na pirackie działania Kaiserliche Marine, jak i nieudolność własnej marynarki wojennej. Efektem było przesunięcie szybkich krążowników liniowych wiceadmirała Beatty’ego bliżej celów dalszych prawdopodobnych rajdów, do Rosyth. Aby zmniejszyć niebezpieczeństwo niezauważonego przejścia okrętów niemieckich przez Morze Północne, wprowadzono stałe patrole sił lekkich w rejonie Dogger Bank. Dowództwo niemieckie postanowiło wykonać kolejny rajd w celu zniszczenia tych sił oraz chronionych przez nie statków rybackich, eksplorujących obfitujący w ryby rejon Ławicy. 23 stycznia 1915 roku o godz. 17:45 okręty kontradmirała Hippera opuściły kotwicowisko u ujścia rzeki Jade i skierowały się na Morze Północne. Były to trzy krążowniki liniowe 1. Grupy Rozpoznawczej: SMS „Seydlitz” jako okręt flagowy, SMS „Moltke” i SMS „Derfflinger”, krążownik pancerny SMS „Blücher” oraz cztery krążowniki lekkie należące do 2. Grupy Rozpoznawczej i 18 niszczycieli (w nomenklaturze niemieckiej torpedowców) osłony.

## Bitwa
Brytyjczycy zdawali sobie sprawę z posunięć floty niemieckiej, mając dzięki pracy komórki deszyfrażu wywiadu Admiralicji (tzw. Room 40) dostęp do rozszyfrowanej korespondencji radiowej Hochseeflotte. Już 23 stycznia wiedzieli o wyjściu w morze zespołu kontradmirała Hippera. Jeszcze tego samego dnia z Rosyth wypłynęły okręty brytyjskie pod dowództwem wiceadmirała Beatty’ego. Było to pięć krążowników liniowych z 1. (flagowy HMS „Lion”, HMS „Tiger” i HMS „Princess Royal”) i 2. Eskadry Krążowników Liniowych (HMS „New Zealand” i HMS „Indomitable”) oraz cztery krążowniki lekkie pod dowództwem komodora Williama Goodenougha. W drodze dołączyły do nich siły lekkie Harwich Force dowodzone przez komodora Reginalda Tyrwhitta: trzy krążowniki lekkie i 35 niszczycieli. W stronę niemieckiego wybrzeża zostały wysłane okręty podwodne komodora Rogera Keyesa.
Tuż przed świtem 24 stycznia, o godz. 7:14 (GMT), brytyjski krążownik lekki HMS „Aurora” z Harwich Force nawiązał kontakt wzrokowy z niemieckim SMS „Kolberg”. Doszło do wymiany ognia pomiędzy okrętami, na obydwu krążownikach odnotowano po dwa trafienia w jednostkę przeciwnika. Jednocześnie obydwa zameldowały o nawiązaniu kontaktu swoim przełożonym. Na wieść o obecności w pobliżu silnego zespołu brytyjskiego, kontradmirał Hipper podjął decyzję o natychmiastowym zwrocie w kierunku własnego wybrzeża, wychodząc z założenia, że bez elementu zaskoczenia jego misja nie może się powieść. Wiceadmirał Beatty ruszył w pościg, rozkazując dowódcom swych krążowników liniowych osiągnięcie w pościgu jak największej prędkości. Brytyjskie okręty były szybsze od ich niemieckich odpowiedników, ponadto w składzie zespołu kontradmirała Hippera był wolniejszy i słabiej uzbrojony krążownik pancerny SMS „Blücher”, którego faktyczna prędkość maksymalna nie przekraczała 23 węzłów.

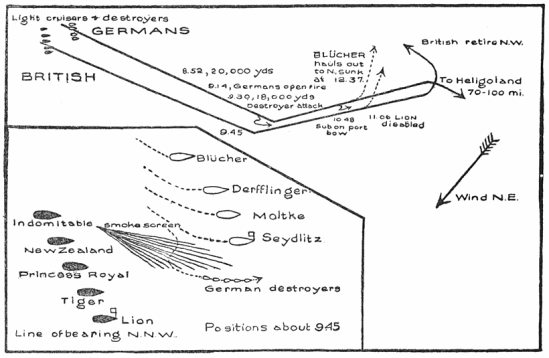
Przebieg bitwy

Płynące w szyku torowym okręty brytyjskie wykorzystały swą większą prędkość, powoli zbliżając się na odległość skutecznego strzału do przeciwnika. O godz. 8:54 David Beatty rozkazał swym krążownikom zwiększyć prędkość do 29 węzłów, większej niż osiągnięta przez nie kiedykolwiek, i o ponad trzy węzły większej niż maksymalna projektowana prędkość dwóch starszych jednostek 2. Eskadry. Podczas tego pościgu obsada siłowni na HMS „New Zealand” dokonała rzeczy niezwykłej, utrzymując przez dłuższy czas stałą prędkość wyższą niż 26 węzłów i dzięki temu nie odstając zbytnio od nowocześniejszych Wspaniałych Kotów 1. Eskadry. O godz. 9:05 artylerzyści flagowego HMS „Lion” otworzyli ogień do ostatniego w szyku niemieckim SMS „Blücher”, już w pierwszych salwach obramowując cel przy odległości około 18 000 m, a w kilka minut później uzyskując pierwsze trafienie. W następnych minutach do walki włączały się kolejne brytyjskie krążowniki liniowe (oprócz pozostającego w tyle HMS „Indomitable”), okręty niemieckie z powodu mniejszej donośności swych dział odpowiedziały ogniem dopiero o godzinie 10:11. Należy zauważyć, że był to pierwszy w dziejach pojedynek artyleryjski ciężkich okrętów odbywający się na tak dużych dystansach i przy tak wielkich prędkościach.
O godz. 9:35 admirał Beatty dokonał podziału celów pomiędzy poszczególne okręty swojego szyku. Przekazany kodem flagowym rozkaz był jednak nieprecyzyjny i spowodował zamieszanie wśród brytyjskich okrętów. W efekcie HMS „Tiger”, zamiast ostrzeliwać odpowiadający mu w linii przeciwnika SMS „Moltke”, skierował swe działa na flagowy krążownik kontradmirała Hippera. Nieangażowany bezpośrednio SMS „Moltke” mógł dzięki temu prowadzić skuteczniejszy ogień. Trzy z niemieckich okrętów skoncentrowały swój ostrzał na HMS „Lion”, licząc na wyeliminowanie z walki okrętu flagowego wiceadmirała Beatty’ego. Jednak to Brytyjczycy odnieśli pierwszy znaczący sukces w tej bitwie. O godz. 9:43 pocisk kal. 343 mm wystrzelony przez artylerzystów HMS „Lion” trafił w barbetę rufowej wieży artyleryjskiej SMS „Seydlitz”, wywołując pożar i eksplozję zgromadzonych tam ładunków, co z kolei spowodowało zniszczenie również drugiej wieży rufowej i śmierć 165 członków załogi. Jedynie poświęcenie starszego mata Wilhelma Heidkampa, który pomimo odniesionych ran i oparzeń uruchomił pompy i zatopił komory amunicyjne rufowych wież artyleryjskich uratowało okręt przed całkowitym zniszczeniem. Także SMS „Blücher” był już poważnie uszkodzony i miał ograniczoną prędkość. W takiej chwili niemieckim artylerzystom udało się wreszcie trafić w cel: HMS „Lion” został kolejno trafiony przez pociski z SMS „Blücher”, SMS „Moltke” i SMS „Derfflinger”, które spowodowały pożar w dziobowej wieży artyleryjskiej i uszkodzenie w lewoburtowych maszynowniach oraz czasowo pozbawiły okręt energii elektrycznej, co ostatecznie wyłączyło krążownik z bitwy. Wiceadmirał Beatty rozpoczął przygotowania do przeniesienia się wraz ze sztabem na inny okręt.
Trafiony już w początkowej fazie bitwy SMS „Blücher” miał rozbite dwie wieże artyleryjskie i rufową nadbudówkę oraz uszkodzoną siłownię. Pomimo to jego artylerzyści prowadzili do przeciwników ogień ze wszystkich sprawnych dział. Kontradmirał Hipper, świadom pogarszającej się sytuacji jego zespołu, zdecydował się na odwrót w stronę Zatoki Helgolandzkiej, za zaporę własnych pól minowych i pod osłonę baterii nadbrzeżnych, pozostawiając krążownik własnemu losowi. Jednocześnie wysłał depeszę radiową do dowódcy Hochseeflotte, admirała von Ingenohla, z prośbą o natychmiastową pomoc ciężkich okrętów stacjonujących w ujściu Jade. Jedyną odpowiedzią głównodowodzącego było wysłanie otwartym tekstem depeszy o wyjściu jego jednostek w morze, co było całkowitą fikcją (i kosztowało go stanowisko), ponieważ zanim pancerniki niemieckie osiągnęły gotowość do wypłynięcia, bitwa była już zakończona, a zespół kontradmirała Hippera bezpieczny.
Przed opuszczeniem pokładu HMS „Lion” wiceadmirał Beatty przekazał dowodzenie kontradmirałowi Moore’owi na HMS „New Zealand”, rozkazując mu jednocześnie kontynuowanie pościgu za uchodzącym przeciwnikiem, a zatopienie unieruchomionego SMS „Blücher” nadpływającemu HMS „Indomitable”. Jednak po raz kolejny zawiodła brytyjska sygnalizacja i interpretacja rozkazów: kontradmirał Moore odczytał je jako zadanie zniszczenia krążownika pancernego i odstąpienia od ścigania pozostałych krążowników z uwagi na zagrożenie atakiem U-Bootów: w tym samym czasie obserwatorzy na brytyjskich jednostkach sygnalizowali dostrzeżenie peryskopu i cały zespół wykonał zwrot dla uniknięcia domniemanego ataku. W rzeczywistości w rejonie bitwy nie było niemieckich okrętów podwodnych, a obserwatorzy najprawdopodobniej zauważyli ślad torpedy wystrzelonej z V 5. Brytyjskie krążowniki liniowe skoncentrowały ogień na SMS „Blücher”, wkrótce dołączyły do nich jednostki Harwich Force i ostrzeliwujący się niemal do końca niemiecki okręt (jego artylerzyści zdołali jeszcze uszkodzić niszczyciel HMS „Meteor”), trafiony jeszcze kilkoma torpedami, przewrócił się na burtę i poszedł na dno o godz. 12:07. Uratowano jedynie 234 marynarzy, 792 zginęło wraz z okrętem. Liczba uratowanych mogła być większa, ale niszczyciele Harwich Force, prowadzące akcję ratunkową, zostały zaatakowane przez sterowiec L-5 i niemieckie wodnosamoloty, zrzucające małe bomby odłamkowe. Wobec tego akcję przerwano, pozostawiając pływających jeszcze w zimnym morzu rozbitków.
Wiceadmirał Beatty przeniósł się ze sztabem na niszczyciel HMS „Attack” i rozpoczął na nim pogoń za zespołem. O godz. 12:20 znalazł się na pokładzie HMS „Princess Royal”, obejmując ponownie dowództwo nad swymi okrętami, ale było już za późno na dalszą akcję: niemieckie krążowniki liniowe znajdowały się zbyt daleko i były za blisko własnych wybrzeży, by kontynuować pościg za nimi. Obawiając się ataków U-Bootów oraz niemieckich zagród minowych, wiceadmirał Beatty nakazał zwrot w kierunku portów brytyjskich. Poważnie uszkodzony HMS „Lion” został wzięty na hol przez HMS „Indomitable”.

## Podsumowanie
Opinia publiczna w Wielkiej Brytanii uznała bitwę na Dogger Bank za wielkie zwycięstwo Royal Navy w stylu Nelsona. Istotnie, zespół wiceadmirała Beatty’ego zatopił jeden z niemieckich okrętów i poważnie uszkodził drugi, za cenę uszkodzeń odniesionych przez HMS „Lion” i HMS „Meteor”. W bitwie zginęło 960 niemieckich marynarzy: 792 z SMS „Blücher”, 165 z SMS „Seydlitz” i trzech z SMS „Kolberg” a tylko 14 brytyjskich: dziesięciu na HMS „Tiger” i czterech na HMS „Meteor” (poszczególne źródła różnią się nieco w określeniu liczby zabitych i rannych po obydwu stronach). 189 Niemców trafiło do niewoli. Jednak Admiralicja oceniła starcie zupełnie inaczej. Na skutek chaosu, jaki wkradł się w szyk brytyjskich krążowników po uszkodzeniu okrętu flagowego, nie wykorzystano okazji do zadania dużo poważniejszych strat przeciwnikowi. Jako fatalne oceniono dowodzenie kontradmirała Moore’a w drugiej fazie bitwy. W konsekwencji wstrzymano mu awans i przeniesiono na Wyspy Kanaryjskie jako dowódcę stacjonującej tam eskadry starych krążowników, bez szans na jakąkolwiek akcję bojową. Równie krytycznie odniesiono się do poczynań komandora H. B. Pelly’ego, dowódcy HMS „Tiger”. Zarzucano mu fatalną skuteczność jego artylerzystów (z 355 wystrzelonych pocisków trafiło prawdopodobnie tylko dwa, inne okręty miały niewiele lepsze wyniki), złe zrozumienie rozkazu o podziale celów i brak własnej inicjatywy w działaniach. Ostatecznie, dzięki wstawiennictwu wiceadmirała Beatty’ego zachował on swoje stanowisko, zdymisjonowano jedynie oficera artyleryjskiego okrętu.
Po stronie niemieckiej z kolei chwalono kontradmirała Hippera, który dzięki swym szybkim reakcjom uchronił podległe mu okręty od klęski. Krytykowano pomysł włączenia do zespołu wolniejszego i słabiej uzbrojonego krążownika pancernego, a całą winę za porażkę przypisano admirałowi von Ingenohlowi, który nie zabezpieczył działań głównymi siłami Hochseeflotte. W efekcie utracił on swoje stanowisko i został zastąpiony przez admirała Hugo von Pohla. Nowym szefem sztabu marynarki został admirał Gustav Bachmann. Cesarz Wilhelm II wydał rozkaz zakazujący narażania okrętów na niepotrzebne ryzyko starcia z większymi siłami Royal Navy i odtąd cały wysiłek Kaiserliche Marine został skierowany na prowadzenie wojny podwodnej oraz akcje minowania wód przybrzeżnych.

## Siły
- † – okręty zatopione
- # – okręty uszkodzone, ## – poważnie uszkodzone

### Wielka Brytania
- Pierwsza Eskadra Krążowników Liniowych (First Battlecruiser Squadron)- wiceadmirał David Beatty
  - „Lion”## (okręt flagowy) (16 trafień 280 mm i 305 mm, 1 trafienie 210 mm)
  - „Princess Royal”
  - „Tiger”# (6 trafień 280 mm i 305 mm)

- Druga Eskadra Krążowników Liniowych (Second Battlecruiser Squadron) – kadm. Moore
  - „New Zealand” (okręt flagowy kadm. Moore)
  - „Indomitable”

- Pierwsza Eskadra Krążowników Lekkich (First Light Cruiser Squadron) – komodor William Goodenough
  - „Southampton”
  - „Birmingham”
  - „Nottingham”
  - „Lowestoft”

- Siły Harwich (Harwich Force(inne języki)) – komodor Reginald Tyrwhitt
  - krążownik lekki „Arethusa”(inne języki)

- Dołączone niszczyciele (10. Flotylla):
  - niszczyciel HMS „Meteor”# (kmdr por. Meade),
  - niszczyciele: „Miranda”, „Milne”, „Mentor”, „Mastiff”, „Minos”, „Morris”
- 3. Flotylla Niszczycieli:
  - krążownik lekki HMS „Undaunted” (kmdr St. George)
  - niszczyciele: „Lookout”, „Lysander”, „Landrail”(inne języki), „Laurel”, „Liberty”, „Laertes”, „Lucifer”, „Lawford”, „Lydia”, „Louis”, „Legion”, „Lark”
- 1. Flotylla Niszczycieli:
  - krążownik lekki HMS „Aurora” (kmdr Nicholson)
  - niszczyciele: „Acheron”, „Attack”(inne języki), „Hydra”, „Ariel”, „Forester”, „Defender”, „Druid”, „Hornet”, „Tigress”(inne języki), „Sandfly”, „Jackall”, „Goshawk”, „Phoenix”, „Lapwing”

### Niemcy (Kaiserliche Marine)
- I Grupa Rozpoznawcza – wiceadmirał Franz von Hipper
- krążowniki liniowe:
  - „Seydlitz”## (okręt flagowy wadm. Hipper) (3 trafienia 343 mm)
  - „Moltke”
  - „Derfflinger”# (3 trafienia 343 mm)
  - „Blücher”†

- II Grupa Rozpoznawcza (kadm. Hebbingbaus)
- lekkie krążowniki:
  - „Graudenz”(inne języki)
  - „Rostock”
  - „Kolberg”
  - „Stralsund”(inne języki)

- V Flotylla Torpedowców
  - torpedowiec G 12 (kmdr por. v. dem Knesebeck)
  - 9. półflotylla: torpedowce V 1 (kmdr ppor Hoffert), V 4, V 5
  - 10. półflotylla: torpedowce G 1(?) (kmdr por Heinecke), G 9, G 7, G 8, V 2
- VIII Flotylla Torpedowców
  - torpedowce S 178 (kmdr por. Hundertmarck)
  - 15. półflotylla: torpedowce V 181 (kmdr por Weißenborn), V 182, V 185
  - 18. półflotylla: torpedowce V 30 (kmdr ppor Tillessen), V 33, S 34, S 29, S 35[29]